# Hanau (Familienname)
Hanau ist ein deutscher Familienname und Herkunftsname.

## Namensträger
- Adelheid von Hanau († um 1291), Gemahlin von Reinhard I. von Hanau, siehe Adelheid von Münzenberg
- Adelheid von Hanau (Äbtissin), Äbtissin im Kloster Patershausen, siehe Patershausen #Blütezeit
- Adelheid von Hanau (Hohenlohe) (1311/1313–nach 1378), Gemahlin von Eberhard II. von Katzenelnbogen
- Adelheid von Hanau (Klarenthal) († 1440), Nonne im Kloster Klarenthal
- Adriana von Hanau (1470–1524), Gemahlin von Graf Philipp von Solms-Lich
- Agatha Marie von Hanau (1599–1636), deutsche Gräfin
- Alexandrine Friedrike Wilhelmine von Hanau (1830–1871), Tochter von Kurfürst Friedrich Wilhelm I. von Hessen-Kassel
- Anna Magdalene von Hanau (1600–1673), deutsche Gräfin
- Arthur Hanau (Mediziner) (Arthur Nathaniel Hanau; 1858–1900), deutscher Pathologe
- Arthur Hanau (Agrarwissenschaftler) (1902–1985), deutscher Agrarwissenschaftler
- Augusta Marie Gertrude von Hanau (1829–1887), Tochter von Kurfürst Friedrich Wilhelm I. von Hessen-Kassel
- Cornelius von Hanau († 1549), deutscher Adliger
- Elisabeth von Hanau (um 1260–um 1300), Frau von Ulrich I. von Hanau, siehe Elisabeth von Rieneck
- Elisabeth von Hanau († um 1365) († um 1365), deutsche Adlige
- Elisabeth von Hanau (Katzenelnbogen) (1335/1340–nach 1396), deutsche Adlige, Gräfin von Katzenelnbogen
- Elisabeth von Hanau (um 1375–1431), Frau von Ulrich V. von Hanau, siehe Elisabeth von Ziegenhain
- Elisabeth von Hanau († 1446), deutsche Adlige
- Elisabeth von Hanau († 1475) († 1475), deutsche Adlige, Gräfin von Hohenlohe
- Elisabeth Juliana von Hanau-Lichtenberg (1602–1603), Tochter von Graf Johann Reinhard I., siehe Johann Reinhard I. (Hanau-Lichtenberg) #Familie
- Elisabeth von Hanau-Münzenberg-Schwarzenfels († 1665), Tochter von Graf Albrecht, siehe Albrecht von Hanau-Münzenberg #Familie
- Else von Hanau, Tochter von Graf Philipp I. von Hanau-Münzenberg
- Friedrich August von Hanau (1864–1940), Sohn von Prinz Friedrich Wilhelm von Hanau
- Friedrich Casimir von Hanau (1623–1685), Graf von Hanau und Graf von Hanau-Münzenberg, siehe Friedrich Casimir (Hanau)
- Friedrich Ludwig von Hanau-Münzenberg (1610–1628), Sohn von Graf Philipp Ludwig II., siehe  Philipp Ludwig II. (Hanau-Münzenberg) #Familie
- Friedrich Wilhelm von Hanau (1832–1889), Sohn von Kurfürst Friedrich Wilhelm I. von Hessen-Kassel
- Gertrude von Hanau (1803–1882), Ehefrau von Friedrich Wilhelm I. von Hessen-Kassel
- Gottfried von Hanau, Komtur des Deutschen Ordens
- Gustav Hanau (1818–1902), deutscher Bankier
- Hans Hanau (* 1962), deutscher Rechtswissenschaftler
- Isengard von Hanau († 1281), Tochter von Reinhard I. von Hanau
- Johann Hanau († 1528), deutscher Buchdrucker
- Johann Reinhard I. von Hanau-Lichtenberg (1569–1625), Graf von Hanau-Lichtenberg, siehe Johann Reinhard I. (Hanau-Lichtenberg)
- Johann Reinhard II. von Hanau-Lichtenberg (1628–1666), Graf von Hanau-Lichtenberg
- Johann Reinhard III. von Hanau (1665–1736), Graf von Hanau-Lichtenberg und von Hanau-Münzenberg, siehe Johann Reinhard III. (Hanau)
- Johanna Magdalena von Hanau (1660–1715), deutsche Gräfin
- Juliana von Hanau (1529–1595), Gemahlin von Graf Thomas von Salm und von Graf Hermann von Manderscheid-Blankenheim
- Katharina von Hanau († 1459), Frau von Graf Reinhard II. von Hanau, siehe Katharina von Nassau-Beilstein
- Katharina von Hanau (1408–1460), Tochter von Graf Reinhards II. von Hanau
- Katharina von Hanau (nach 1470–1514), Frau von Graf Reinhard IV. von Hanau-Münzenberg, siehe Katharina von Schwarzburg-Blankenburg
- Katharina von Hanau (1525–1581), Tochter von Graf Philipp II. von Hanau-Münzenberg
- Katharina Belgica von Hanau-Münzenberg (1578–1648), Frau von Graf Philipp Ludwig II. von Hanau-Münzenberg, Katharina Belgica von Oranien-Nassau
- Katharina Elisabeth von Hanau (1607–1647),  Tochter von Graf Albrecht von Hanau-Münzenberg-Schwarzenfels
- Katharina Juliane von Hanau-Münzenberg (1604–1668), Tochter von Graf Philipp Ludwig II. von Hanau-Münzenberg
- Konrad IV. von Hanau († 1383), Fürstabt von Fulda
- Konrad von Hanau (Dechant) († nach 1419), Dechant am Stift Aschaffenburg
- Kraft von Hanau († 1382), deutscher Kleriker
- Leo Hanau (1852–1927), deutscher Kaufmann und Bankier
- Ludwig Koch-Hanau (1882–1963), deutscher Maler
- Ludwig von Hanau (Domherr) († 1387), Domherr in Speyer und Würzburg
- Ludwig von Hanau-Lichtenberg (1464–1484), Thronprätendent der Grafschaft Hanau-Lichtenberg
- Ludwig von Hanau-Lichtenberg (1487–1553), Domherr in Straßburg, Herrscher in der Grafschaft Hanau-Lichtenberg
- Luise Sophie von Hanau (1662–1751), deutsche Gräfin
- Margarethe von Hanau (1411–1441), Tochter von Graf Reinhard II. von Hanau
- Margarethe von Hanau (1432–1457), Frau von Graf Reinhard III. von Hanau, siehe Margarethe von Pfalz-Mosbach
- Margarethe von Hanau (1452–1467), Tochter von Graf Reinhard III. von Hanau
- Margarethe von Hanau-Lichtenberg (1463–1504), Tochter von Graf Philipp I. von Hanau-Lichtenberg
- Margarethe von Hanau-Lichtenberg (1486–1560), Tochter von Graf Philipp II. von Hanau-Lichtenberg
- Margarethe von Hanau-Münzenberg (1471–1503), Tochter von Graf Philipp I. von Hanau-Münzenberg
- Maria Hanau-Strachwitz (1922–2005), österreichische Schriftstellerin
- Marie Juliane von Hanau (1617–1643), deutsche Adlige
- Marthe Hanau (1886–1935), französische Anlagebetrügerin
- Peter Hanau (* 1935), deutscher Jurist und Hochschullehrer
- Reinhard I. (Hanau) (um 1225–1281), Stammvater der Herren und Grafen von Hanau
- Reinhard von Hanau (Kleriker) († 1369), Kleriker, Domherr in Mainz
- Reinhard von Hanau (Kanoniker) (1330/1340–??), Kleriker, Domherr in Würzburg
- Reinhard II. (Hanau) (um 1369–1451), Graf von Hanau
- Reinhard III. (Hanau) (1412–1452), Graf von Hanau
- Reinhard IV. (Hanau-Münzenberg) (1473–1512), Graf von Hanau-Münzenberg
- Reinhard von Hanau-Lichtenberg (1494–1537), Domherr in Straßburg und Köln
- Reinhard von Hanau-Münzenberg (1528–1554), Sohn von Graf Philipp II. von Hanau-Münzenberg
- Salomon Hanau († 1746), deutscher Schriftsteller und Talmudist